# Campidoglio (Pierre)
Il Campidoglio di Pierre (in inglese South Dakota State Capitol) è la sede governativa dello Stato del Dakota del Sud, negli Stati Uniti d'America.
Fu costruito tra 1905 e 1910 in stile neoclassico, neo-rinascimentale e coloniale.